# Abbordaggio
L'abbordaggio (o abbordo) in nautica è l'azione di accostare fra loro i bordi di due navi. Nella storia millenaria delle battaglie navali si abbordava una nave per combattere da ponte a ponte, e catturare o eventualmente affondare il vascello nemico. In questo caso, quando le due navi vengono avvicinate a forza tramite ganci o cime, si dice anche andare all'arrembaggio. Tale attività è inoltre molto essenziale nelle azioni di pirateria.

## Storia
In tempi antichi le navi, tipicamente triremi, avevano sulla prua una struttura rinforzata detta rostro, con la quale potevano sfondare la fiancata della nave nemica, e quindi (essendo sconosciuto l'uso dei compartimenti stagni) causarne l'affondamento. Qualora tale manovra non fosse andata a buon fine, l'alternativa era cercare di assaltare, armi in pugno, l'altra trireme ormai vicina.
I Romani decisero le sorti e la vittoria definitiva della loro Patria mediante l'abbordaggio; con questa tattica, trasformavano le piattaforme delle navi, saldamente unite mediante i corvi, in un ristretto e stabile campo di battaglia. In tal modo non era necessario manovrare in maniera accurata per urtare la nave nemica nel bordo, ma era sufficiente riuscire ad affiancarla. Esempio classico di battaglia vinta tramite l'abbordaggio è quella data da Gaio Duilio ai Cartaginesi presso le isole Lipari. Devono ritenersi ordigni di abbordaggio le cime munite di falce con cui le navi di Bruto ebbero ragione di quelle dei Britanni, nella campagna di Cesare nelle Gallie.
Durante il Medioevo, le galere più che la tecnica del rostro sfruttarono ampiamente l'abbordaggio, malgrado l'invenzione delle armi da fuoco.
Con l'adozione della navigazione a vela, scomparve del tutto il rostro, in quanto il bompresso sporgeva ampiamente oltre la sagoma della prua.
Nei vascelli, nelle fregate, nelle corvette a vela, si tenevano pronti i plotoni d'arrembaggio. Al comando dato, dalle manovre, dalle batterie, dai vari servizi di bordo, accorrevano gli uomini designati a correre all'arrembaggio o a respingere quello nemico.
La manovra di abbordaggio era di solito la mossa conclusiva dello scontro tra due unità navali. Infatti inizialmente le navi si fronteggiavano col fuoco dei cannoni e solo dopo aver ridotto la possibilità di manovra dell'imbarcazione nemica, magari distruggendo le velature e gli alberi che le sostenevano, ci si affiancava ad essa, ricorrendo anche, come ausilio, a cime con appositi rampini con le quali agganciare l'altra nave. Un'altra tecnica consisteva nel far impigliare il bompresso nel sartiame della nave da abbordare ed usarlo poi come un ponte.
Similmente, nella guerra di corsa, in cui uno degli scopi del corsaro era anche l'arricchimento personale, l'abbordaggio era pratica molto diffusa in quanto permetteva di entrare in possesso della nave predata integra e di poterla quindi derubare delle merci trasportate.
Con l'avvento della navigazione a vapore, la guerra moderna, il siluro e lo sviluppo di cannoni di grosso calibro e a lunga gittata, la guerra sui mari è totalmente cambiata e, poiché viene spesso combattuta tra unità a notevole distanza l'una dall'altra, l'abbordaggio non vi ha quasi più alcun ruolo.
Nei combattimenti navali del XX secolo è estremamente improbabile che due unità possano venire all'abbordaggio. Il fatto può verificarsi specialmente nei combattimenti notturni del naviglio leggero. Ne abbiamo un esempio nel periodo della Grande Guerra, quando due cacciatorpediniere inglesi, l'HMS Swift e l'HMS Broke, in una notte del dicembre 1917, incontrando nei pressi dello stretto di Dover una squadriglia di cacciatorpediniere tedeschi che compiva una scorreria, vi posero lo scompiglio, affondando due unità con una manovra di abbordaggio, in cui i marinai di ambo i lati combatterono con rivoltelle e armi bianche.

## L'abbordaggio in diritto internazionale
Inteso come problema di rilevanza internazionale, l'abbordaggio è la collisione, avvenuta per cause accidentali in alto mare, tra due navi battenti bandiere di Stati diversi. La questione giuridico-diplomatica che si pone al riguardo è quella di stabilire se le eventuali conseguenze penali dell'arrembaggio in alto mare rientrino nella competenza dei giudici dello Stato della bandiera, ovvero se appartengano a quella dello Stato ai danni del quale l'abbordaggio è avvenuto.
La Corte permanente di Giustizia internazionale, nel 1927, chiamata a decidere sul caso di abbordaggio in alto mare del vapore Lotus, accolse la tesi della competenza dello Stato danneggiato. Per contro, la Convenzione di Bruxelles del 10 maggio 1952 ha posto come regola la competenza dello Stato della bandiera, riaffermato anche dalla successiva Convenzione di Ginevra sull'alto mare del 1958.

## L'abbordaggio oggi
Oggigiorno si verificano ancora sporadici episodi di abbordaggio, soprattutto durante atti di pirateria: ad esempio in zone ben precise lungo le coste africane e asiatiche, su rotte commerciali dove ancora si pratica la pirateria; oppure in tutti quei casi in cui occorra effettuare operazioni di polizia marittima. In entrambi i casi, però, solitamente l'abbordaggio della nave ostile o predata, al contrario dei tempi passati, viene effettuato mediante piccole unità leggere e veloci (motoscafi e gommoni) e in generale con imbarcazioni con un dislocamento molto minore di quello delle unità da abbordare, che sono per lo più navi prive di armamento.

## Abbordaggi famosi
Vari sono gli episodi famosi di abbordaggio. Se ne riportano qui alcuni a titolo esemplificativo e non esaustivo.
Pare che il capitano Domenico Castellini, della Repubblica di Genova, in navigazione da Genova a Cadice sul San Francesco da Paola, una nave armata di 26 cannoni su vari ponti e 6 sul castello di prora con più di 200 uomini a bordo, riuscisse a sbaragliare una flotta di ben 6 navi di corsari algerini che potevano contare su circa 2000 uomini e 170 cannoni. Le cronache parlano di diverse ore di battaglia, con vari arrembaggi e la morte di quasi 700 uomini.
Anche nella battaglia di Trafalgar vi furono degli arrembaggi, come tra la HMS Tonnant e l'Algésiras.
Lo stesso dicasi della battaglia navale che nel 1588 vide coinvolti più di 260 vascelli e che determinò la sconfitta dell'Invincibile Armata.